# Graafschap Bruningerode
Het graafschap Bruningerode (ook wel Brunerode genoemd) was een van de vier overblijfselen van de Haspengouw en lag tussen de Kleine Gete, de Dijle en de Velp. In 987 werd het Graafschap Bruningerode ingepalmd door de bisschoppen van Luik. Voor het jaar 1000 behoorde Hoegaarden tot het graafschap Bruningerode.
De naam komt voor in een cartularium van 987 van het Kapittel van Sint-Lambertus nr. 16 (Rijksarchief Luik), in de Franse vorm Brunengeruuz.

## Etymologie
Bruningerode gaat terug op Germaans Bruninga rotha, samengesteld met de vleivorm Bruno, de genitief meervoud inga "van de lieden van" en rotha "gerooid bos". In Romaanse mond evolueerde de naam als volgt: inga verdofte tot enge, rotha werd ruuz met z uit oorspronkelijke Germaanse th. Bruningerode of in het Frans Brunengeruuz betekent dus "gerooid bos van de lieden van Bruno".

## Folklore
De carnavalridders van Tienen noemen zich de ridders van Brunengeruz.